# Guy Gavriel Kay
Guy Gavriel Kay (Weyburn, 7 novembre 1954) è uno scrittore canadese.
È autore di molti romanzi fantasy, per la maggior parte di ispirazione storica.

## Biografia
Nato nel Saskatchewan, cresciuto a Winnipeg, dopo la laurea di primo livello conseguita nel 1975 nell'Università di Manitoba, si trasferisce a Oxford dove, fra il 1974 e il 1975, collabora con Christopher Tolkien alla redazione del Silmarillion, opera postuma di J. R. R. Tolkien che sarà pubblicata nel 1977.
Successivamente ritorna in Canada e nel 1978 si laurea in Giurisprudenza all'Università di Toronto. Pur ammesso nell'Albo degli avvocati, Kay non eserciterà mai la professione legale e si dedicherà alla scrittura. La sua facoltà sarà lo scenario iniziale del primo romanzo da lui pubblicato, La strada dei re. In precedenza Kay aveva scritto un altro romanzo che non è mai stato dato alle stampe.
Dal 1981 al 1989 ha lavorato come sceneggiatore e produttore alla CBC  per il programma prima radiofonico e poi televisivo The Scales of Justice. Nel 1985 grazie all'episodio Second Time Around vincere un Scales of Justice Award, premio assegnato dalla Suprema Corte del Canada per la migliore opera incentrata sulla giustizia. Nello stesso periodo pubblica i primi romanzi, il ciclo dell'Arazzo di Fionavar (The Fionavar Tapestry). Nel 1990 grazie alla pubblicazione di Il paese delle due lune diventa scrittore a tempo pieno. Per le sue opere successive riduce l'importanza della mitologia come fonte d'ispirazione e si focalizza di più sulla storia, anche se nei suoi romanzi inserisce sempre qualceh elemento fantastico.
Nel 2014 gli è stato conferito l'Ordine del Canada per il suo straordinario contrbuto alla narrativa speculativa.
È sposato dal 1984 con Laura Beth Cohen e ha due figli. Kay ha collaborato alla produzione di diversi corti realizzati da uno di loro, il produttore e scenografo Sam Alex Kay.

## Opere
I romanzi di Kay sono quasi tutti ispirati a periodi storici e/o leggende classiche.
La sua prima saga, The Fionavar Tapestry, è ispirata ai miti del ciclo arturiano, alla mitologia norrena e alla Terra di Mezzo di J. R. R. Tolkien. Nella maggior parte dei successivi romanzi di Kay ci sarà un riferimento al "mito di Fionavar, il primo di tutti i mondi". La trilogia è stata tradotta in oltre venticinque lingue.
L'unica altra opera tradotta in italiano prima del 2012 è stata Il paese delle due lune (Tigana), un romanzo autoconclusivo composto durante un soggiorno a Certaldo, in Toscana, ispirato principalmente al rinascimento italiano.

### Elenco delle opere
- Trilogia di Fionavar (The Fionavar Tapestry):
  - La strada dei re, 1993 (The Summer Tree, 1984)
  - La via del fuoco, 1993 (The Wandering Fire, 1986), vincitore dell'Aurora Award 1987[10]
  - Il Sentiero della Notte,1994 (The Darkest Road, 1986)

La trilogia è stata ripubblicata in italiano nel 2022 in un volume unico intitolato L'arazzo di Fionavar. Sono stati modificati i titoli dei romanzi contenuti all'interno del volume, con una traduzione fedele dei titoli originali: L'albero dell'estate, La fiamma errabonda e La strada più oscura.
- Il paese delle due lune, 1992 (Tigana, 1990), vincitore dell'Aurora Award 1991.[10]
- A Song for Arbonne (1992), ispirato alla crociata albigese.[2]
- The Lions of Al-Rassan, (1995), ispirato alla Spagna medievale e alle vicende di El Cid.[2]
- The Sarantine Mosaic,  ispirato all'Impero Bizantino, in due volumi:[2]
  - Sailing to Sarantium (1998)
  - Lord of Emperors (2000)
- Beyond This Dark House (2003), una raccolta di poesie.
- The Last Light of the Sun (2004), ispirata all'invasione vichinga delle isole britanniche.[3]
- Ysabel (2007), un urban fantasy ambientato in Provenza e collegato alla Trilogia di Fionavar.[1] Vincitore del World Fantasy Award.[2]
- La rinascita di Shen Tai, 2012 (Under Heaven, 2010). Ispirato alla dinastia Tang cinese.[2]
- River of Stars (2013), ambientato alcuni secoli dopo Under Heaven.
- Figli di terra e cielo, 2025 (Children of Earth and Sky, 2016), ispirato al rinascimento europeo.
- A Brightness Long Ago (2019), ambientato nello stesso mondo del precedente e ispirato al Rinascimento italiano.[1]
- All the Seas of the World (2022), ambientato in un mondo che ricorda l'Europa del Rinascimento.[4]
- Written on the Dark (2025), ambientato in un mondo che ricorda la Francia Medievale.[4]